# カラテカ (お笑いコンビ)
カラテカは、日本のお笑いコンビ。
所属事務所は吉本興業東京本社（東京吉本、2019年6月以降は矢部のみ所属）。
1997年11月に結成、東京アナウンス学院出身。

## メンバー
- 矢部 太郎（やべ たろう、1977年6月30日 - ）

東京都東村山市出身。血液型はAB型。身長158cm、体重39kg。
ボケ担当。
父は絵本作家のやべみつのり。
- 入江 慎也（いりえ しんや、1977年4月8日 - ）

東京都小平市出身。血液型はO型。身長158cm、体重48kg。
ツッコミ、ネタ作り担当。
反社会的勢力と関わっていたとして、2019年6月に所属先の親会社である吉本興業より契約解除された（関連項目参照）。

## 概要
コンビ名は、ファミコンソフト『カラテカ』に由来する。
結成当初はズームリパブリックに所属していた。当時のコンビ名は「つんつるてん」。
入江も矢部も身長158cmと小柄であり、それゆえに2人とも声が高い。ファミコンやマンガなど、サブカルチャーを題材としたコントを得意とする。
入江の契約解除前は矢部が芸能人の誕生日を、入江が出身地を言い当てる芸もしていた。それぞれピンでの仕事も多い。
2019年6月に入江が吉本興業より契約解除されたことに従い、コンビとしては事実上休止となった（解散はしていない）。なお、矢部は「カラテカ矢部」として芸能活動を続けている。入江は清掃会社に従事し芸能活動は休業しているが、宮迫博之や山本圭壱のYouTubeに出演している。

## 出演作品

### ドラマ
- ケイゾク（「さらば!愛しき殺人鬼」1999年2月26日、TBS）

### テレビ番組
- 所さんの学校では教えてくれないそこんトコロ!（テレビ東京、レポーターとして、矢部と入江が交互にピンで出演）
- 爆速!スピードキング（テレビ東京）
- ヨシモト∞（CSファンダンゴTV!）※不定期
- クイズ!紳助くん（ABC）
- アメトーーク（テレビ朝日）
- さんまのSUPERからくりTV（TBS）
- どうぶつ奇想天外!（TBS、ロケ担当準レギュラー）
- 天才・たけしの元気が出るテレビ!!（日本テレビ、高校在学中に「お笑い甲子園」に出場。）
- ブレイクもの!（フジテレビ、「お笑い世紀末スターオークション」に出演。5週勝ち抜きチャンピオン）
- 爆笑オンエアバトル（NHK）戦績0勝1敗 最高345KB
- 家計診断 おすすめ悠々ライフ（NHK）※不定期
- 脳内エステ IQサプリ（フジテレビ、クイズVTRのみ）
- 虎の門（テレビ朝日）
- MUSIX!（テレビ東京）
- 電波少年に毛が生えた 最後の聖戦（日本テレビ）
- ダウンタウンのガキの使いやあらへんで!!（日本テレビ）
- ティンティンTOWN!（日本テレビ）
- アパッチナイトフジ（フジテレビ）
- OTOBOKE Bar（TOKYO MX、2011年10月3日 - 2012年9月24日）
- 音ボケPOPS（BS-TBS、2012年10月7日 - 2015年9月20日）

### ラジオ番組
- プレステージナイト2nd カラテカリ〜ナ♥（ラジオ大阪、ラジオ日本）

### CM
- 紳士服のはるやま
- ロッテ・トッポ
- DeNA・進撃の巨人 -自由への咆哮-
- リクルート・ゼクシィ
- ミラティブ

### ミュージックビデオ
- dream「MUSIC IS MY THING」（2003年）

### 舞台
- ルミネtheよしもと